# 馬慶
馬慶（1459年—？），字善徵，直隸蘇州府崑山縣人，匠籍，明朝政治人物。

## 生平
弘治二年（1489年）己酉科應天府鄉試第一百四名舉人。弘治六年（1493年）中式癸丑科會試第四十一名，三甲第一百四十七名進士。十四年（1501年）十二月实授南京山東道監察御史，正德五年（1510年）三月升江西按察司佥事。

## 家族
曾祖馬德；祖父馬克章；父馬顒，母楊氏。具庆下。